# Die Hungernden
Die Hungernden, mit dem Untertitel: Studie, ist eine kurze Erzählung von Thomas Mann. Sie wurde 1902 zunächst in der Literaturzeitschrift Die Zukunft publiziert und 1909 in die Novellensammlung Der kleine Herr Friedemann aufgenommen.

## Inhalt
Der junge Künstler Detlef wagt es nicht, sich seiner heimlich angebeteten Lilli mit dem „zierlichen, holden Köpfchen“ zu nähern. Nur von ferne wirft er während eines rauschenden Festes verstohlen sehnsüchtige Blicke zu dem „lichten und gewöhnlichen Kind des Lebens“ hinüber, das nichts von seiner Leidenschaft ahnt und ganz unbekümmert mit „einem kleinen Maler“ plaudert. Wehmütig beobachtet er die beiden, als sie sich den Tanzenden anschließen und selig im Walzertakt wiegen. „Ach, einmal, nur eine Nacht wie diese, kein Künstler sein, sondern ein Mensch! Einmal dem Fluche entfliehen, der da unverbrüchlich lautet: Du darfst nicht sein, du sollst schauen; du darfst nicht leben, du sollst schaffen; du darfst nicht lieben, du sollst wissen! Einmal in treuherzigem und schlichtem Gefühl leben, lieben und loben! Einmal unter euch sein, in euch sein, ihr sein, ihr Lebendigen! Einmal euch in entzückten Zügen schlürfen – ihr Wonnen der Gewöhnlichkeit!“
Die süße Trivialität und laute Lebenslust faszinieren den hochempfindlichen Außenseiter – und quälen ihn doch zugleich. Sein Traum bleibt Illusion, und so entfernt er sich schließlich, lange bevor das Fest zu Ende geht, aus der bunten Gesellschaft. Zögernd zwar, denn immer noch hofft er, Lilli möge ihn vermissen und zurückrufen. Doch er weiß längst, dass er sich da etwas vormacht. Er kennt nur eine einzige stille und fragwürdige Genugtuung: sich jenen Damen und Herren an Geschmack und Geist überlegen zu fühlen. Aber „was ist Geist? Spielender Haß. Was ist Kunst? Bildende Sehnsucht!“
Als er draußen in der kalten Winternacht gerade eine Kutsche besteigen will, fällt sein Blick auf das ausgemergelte Gesicht eines frierenden Mannes, der wie ein verwilderter Bettler aussieht und ihn „hämisch und gramvoll zugleich“ von oben bis unten mustert. Schlagartig wird Detlef bewusst, dass ihn diese arme Kreatur beneidet und für einen glücklichen Menschen halten muss. „Welch Irrtum, mein Gott, - welch ungeheures Mißverständnis! […] Du irrst, Freund, du verfehltest die Wirkung; dein Jammerbild ist mir keine schreckende und beschämende Mahnung aus einer fremden, furchtbaren Welt. Wir sind ja Brüder!“

## Ausgaben
- Thomas Mann: Der kleine Herr Friedemann und andere Novellen. S. Fischer Berlin 1909. 171 Seiten, Inhalt: Der Wille zum Glück / Enttäuschung / Der Bajazzo / Tobias Mindernickel / Luischen / Die Hungernden / Das Eisenbahnunglück.
- Thomas Mann: Sämtliche Erzählungen. S. Fischer Frankfurt 1963. Leinen. 763 Seiten, rotes Rückenschild mit Goldschrift. Vision, Gefallen, Der Wille zum Glück, Enttäuschung, Der Tod, Der kleine Herr Friedemann, Der Bajazzo, Tobias Mindernickel, Der Kleiderschrank, Gerächt, Luischen, Der Weg zum Friedhof, Gladius Dei, Tristan, Die Hungernden, Tonio Kröger, Das Wunderkind, Ein Glück, Beim Propheten, Schwere Stunde, Wälsungenblut, Anekdote, Das Eisenbahnunglück, Wie Jappe und Do Escobar sich prügelten, Der Tod in Venedig, Herr und Hund, Unordnung und frühes Leid, Mario und der Zauberer, Die vertauschten Köpfe, Das Gesetz, Die Betrogene, Der Knabe Henoch (Fragment).
- Thomas Mann: Sämtliche Erzählungen. Band 1. Fischer-Taschenbuch-Verlag, Frankfurt 1987, ISBN 3-10-348115-2, S. 364–372, S. 257–264